# Melanagromyza eminula
Melanagromyza eminula este o specie de muște din genul Melanagromyza, familia Agromyzidae, descrisă de Mitsuhiro Sasakawa în anul 1992. Conform Catalogue of Life specia Melanagromyza eminula nu are subspecii cunoscute.